# Sadowe (rejon skadowski)
Sadowe (ukr. Садове) – osiedle na Ukrainie, w obwodzie chersońskim, w rejonie skadowskim, w hromadzie Czułakiwka. W 2001 liczyło 683 mieszkańców, spośród których 614 wskazało jako ojczysty język ukraiński, 64 rosyjski, 1 rumuński, 2 białoruski, a 2 inny.